# Lijst van acteurs en actrices uit Gute Zeiten - Schlechte Zeiten
Onderstaande lijst bevat de namen van huidige en voormalige acteurs en actrices uit Gute Zeiten - Schlechte Zeiten. 

## A
- Mia Aegerter - Xenia di Montalban (2000-2003)
- Mariella Ahrens - Elinor Schwarz (1995)
- Natalie Alison - Isabel Eggert (2003-2006)
- Andreas Arnstedt - Lukas Heitz (1994)

## B
- Johannes Baasner - Dr. Frank Ulrich (1992-1993)
- Wolfgang Bahro - Prof. Dr. Hans-Joachim Gerner (1993-heden)
- Neelesha Barthel - Manjou Neria (1993-1994)
- Oliver Bender - Tim Böcking (2004-heden)
- Nik Breidenbach - Alexander Cöster (2007-heden)
- Maike von Bremen -	Sandra Ergun (2002-heden)

## C
- Mey Lan Chao - Harumi Shimiza (1995-1996)
- Hans Christiani - A.R. Daniel (1992-heden)

## D
- Pete Dwojak - Henrik Beck (2005-heden)

## E
- Andreas Elsholz - Heiko Richter (1992-1996)

## F
- Daniel Fehlow - Leon Moreno (1996-heden)
- Alexandra Finder - Kim Scheele (1995-1996)
- Ulrike Frank - Katrin Flemming (2006-heden)

## G
- Judith Gerke - Jessica Gruber (1994-1996)
- Julia Gerke - Jennifer Gruber (1994-1996)
- Jessica Ginkel - Caroline Neustadter (2006-2009)
- Thomas Gohlke - Karsten Richter (1992-1993)

## H
- Marie-Christine Herriger - Julia Backhoff (1992-1993)
- Bernhard-Heinrich Herzog - Oswald Löpelmann (1992-1993)
- Matthias Hinze - Peter Becker (#1) (1992)
- Andrea Höhne - Claudia Löpelmann (1992)

## J
- Felix von Jascheroff - John Bachmann (2001-heden)

## K
- Werner Kanitz - Erwin Becker (1992-1993)
- Sandra Keller - Tina Zimmermann (1992-1996)
- Alexander Kiersch - Patrick Graf † (1992-1996)
- Mirjam Köfer - Diana Richter † (1992-1993)
- Kea Könneker - Christiane Lehmann † (1996-1997)

## L
- Sali Landricina - Peter Becker (#2) (1992-1995)
- Dascha Lehmann - Tanja Marein (1992-1993)
- Andrea-Kathrin Loewig - Iris Gundlach (1993-1994)

## M
- Matthias Matz - André Holm (1992-1995)
- Frank-Thomas Mende - Clemens Richter (1992-heden)
- Anne Menden - Emily Hofer (2004-heden)
- Kristin Meyer - Iris Cöster (2007-heden)
- Stephan Meyer-Kohlhoff - Martin Wiebe (1993)
- Hannelore Minkus - Beatrice Zimmermann (1993-1995)
- Lutz Moik - Richard Graf (1992-1993)

## N
- Angela Neumann - Vera Richter (1992-1997)
- Irene Neuner - Dr. Rebecca Scheele (1994-1996)
- Timmo Niesner - Tommy Walter † (1992-1993)

## P
- Natascha Pfeiffer - Marina Richter (1992-1993)
- Eva Probst - Jessika Naumann (1992-1993)

## R
- Raúl Richter - Dominik Gundlach (2007-heden)
- Lisa Riecken - Elisabeth Meinhart (1992-heden)
- M.O. Rüdiger - Matthias Zimmermann (1993-1995)
- Fenja Rühl - Barbara Graf (1993)

## S
- Jörn Schlönvoigt - Philip Hofer (2004-heden)
- Josephine Schmidt - Paula Rapf (2002-november 2008)
- Susan Sideropoulos - Verena Koch (2006-heden)
- Dagmar Sitte - Rita Sahmel (1994-1995)
- Jan Sosniok - Thomas Lehmann (1994-1996)
- Arne Stephan - Victor Hansen (2006-heden)
- Victoria Sturm - Camilla Engel (1993-1996)

## T
- Udo Thies - Dr. Michael Gundlach (1993-1995)
- Sarah Tkotsch - Lucy Cöster (2007-2010)
- Michael Trischan - Jürgen Borchert (1993-1994)

## V
- Saskia Valencia - Saskia Rother (1993-1996)

## W
- Jasmin Weber - Franzi Reuter (2005-march 2008)
- Claudia Weiske - Elke Opitz (1992-1997)
- Hanne B. Wolham - Senta Lemke (2000-heden)

## Z
- Denise Zich - Daniela Zöllner (1995-1996)
- Suzanne Ziellenbach - Lilo Gottschick (1992-1993)
- Matthias Zieschang - Berthold Becker (1992-1993)